# Popol Vuh
Popol Vuh, je sveta knjiga Quiché Indijanaca, koja govori o bogovima drevne Amerike i njihovom stvaranu. 
Zapisana sredinom XVI. st., ona u sebi čuva sjećanja naroda Quiché. Biskup Diego Landa kaže da su po dolasku na Yucatán španjolski osvajači našli mnogo knjiga pisanih nekakvim čudnim znakovima, pa su ih kao znakove nečistih sila palili. 
Popol Vuh znači «Knjiga vijeća» zajednice poglavara naroda Quiché. Popol je riječ iz majanskog jezika i označava skupštinu, skup ljudi ili kuću u kojoj se okupljaju vođe da bi odlučivali o pitanjima bitnim za zajednicu. Vuh znači knjiga, svitak, krpa ili sag. Knjiga kakvu danas poznajemo zapisana je oko 1544. godine na jeziku quiche, španjolskom latinicom. Tako napisan tekst pronašao je ili ga je pak dobio, u prvim godinama XVIII. stoljeća, fratar Francisco Jimenes, župnik crkve sv. Tome u Chuili.  On je tekst prepisao i preveo na španjolski. 
Sadržajno se Popol Vuh može podijeliti na tri velike cjeline. U prvom dijelu su opisi stvaranja svijeta i nastanka čovjeka koji, poslije nekoliko neuspjelih pokušaja, uz pomoć prirodnih sila (bogova) biva sazdan od bijelog i žutog kukuruza. U drugom dijelu govori se o pustolovinama blizanaca polubogovana, zemlji i u podzemlju, koji se zovu Hunahpu i Ixbalanque. U trećem se dijelu govori o porijeklu, kretanju, borbama, porazima i pobjedama indijanskih naroda, te o dominaciji naroda Quiché prije dolaska španjolskih osvajača.